# Kenneth Carlsen
Kenneth Carlsen (* 17. April 1973 in Kopenhagen) ist ein ehemaliger dänischer Tennisspieler.

## Leben
In seiner Karriere gewann Carlsen drei ATP-Titel, 1998 in Hongkong, 2002 in Tokio und 2005 in Memphis. Zudem erreichte er vier weitere Endspiele; im Doppel stand er in zwei Endspielen. Sein bestes Abschneiden bei einem Grand-Slam-Turnier erzielte der Linkshänder 1993 bei den Australian Open, als er dort ins Achtelfinale einzog und Michael Stich unterlag. In seiner Laufbahn, die von 1991 bis 2007 dauerte, kassierte der Däne knapp 2,9 Mio. Dollar an Preisgeld. Seine beste Weltranglistenposition erreichte er bereits in jungen Jahren, im Juni 1993, als er auf Position 41 notiert wurde. Seine Einzel-Bilanz am Karriereende: 266 Siegen bei 288 Niederlagen.
Kenneth Carlsen hält auch einen Rekord bei Grand-Slam-Turnieren; er schied dort 29-mal in der ersten Runde aus. Weder ein aktiver noch ein ehemaliger Tennisprofi kam bisher auf eine solche Anzahl.
Mit dem ATP Challenger in Kolding 2007 endete Carlsens Karriere. Seine letzte Partie verlor er dort in Runde eins mit 6:7 und 4:6 gegen den Deutschen Björn Phau.
Seit 2013 ist er Teamchef der dänischen Fed-Cup-Mannschaft.

## Erfolge
| Legende (Siege in Klammern)                   |
| Grand Slam                                    |
| Tennis Masters Cup                            |
| ATP Masters Series                            |
| ATP International Series Gold (1)             |
| ATP World Tour / ATP International Series (2) |
| ATP Challenger Tour (3)                       |

### Einzel

#### Turniersiege

##### ATP Tour
| Nr. | Datum              | Turnier  | Belag         | Finalgegner   | Ergebnis  |
| --- | ------------------ | -------- | ------------- | ------------- | --------- |
| 1.  | 6. April 1998      | Hongkong | Hartplatz     | Byron Black   | 6:2, 6:0  |
| 2.  | 30. September 2002 | Tokio    | Hartplatz     | Magnus Norman | 7:66, 6:3 |
| 3.  | 14. Februar 2005   | Memphis  | Hartplatz (i) | Maks Mirny    | 7:5, 7:5  |

##### Challenger Tour
| Nr. | Datum         | Turnier | Belag     | Finalgegner         | Ergebnis        |
| --- | ------------- | ------- | --------- | ------------------- | --------------- |
| 1.  | 14. Juni 1992 | Köln    | Sand      | Tomas Nydahl        | 6:2, 1:3 aufgg. |
| 2.  | 19. Juli 1992 | Tampere | Hartplatz | Bart Wuyts          | 4:6, 7:6, 7:6   |
| 3.  | 3. März 1996  | Hamburg | Teppich   | Frederik Fetterlein | 6:3, 4:6, 6:3   |

#### Finalteilnahmen
| Nr. | Datum              | Turnier    | Belag       | Finalgegner     | Ergebnis       |
| --- | ------------------ | ---------- | ----------- | --------------- | -------------- |
| 1.  | 28. September 1992 | Brisbane   | Hartplatz   | Guillaume Raoux | 4:6, 6:710     |
| 2.  | 11. März 1996      | Kopenhagen | Teppich (i) | Cédric Pioline  | 2:6, 6:77      |
| 3.  | 6. Januar 1997     | Auckland   | Hartplatz   | Jonas Björkman  | 6:77, 0:6      |
| 4.  | 5. Juli 1999       | Newport    | Rasen       | Chris Woodruff  | 7:65, 4:6, 4:6 |

### Doppel

#### Finalteilnahmen
| Nr. | Datum              | Turnier    | Belag       | Finalgegner         | Ergebnis                              |               |
| --- | ------------------ | ---------- | ----------- | ------------------- | ------------------------------------- | ------------- |
| 1.  | 16. März 1997      | Kopenhagen | Teppich (i) | Frederik Fetterlein | Andrei Olchowski Brett Steven         | 4:6, 2:6      |
| 2.  | 20. September 1998 | Taschkent  | Hartplatz   | Sjeng Schalken      | Stefano Pescosolido Laurence Tieleman | 5:7, 6:4, 5:7 |
| 3.  | 17. September 2006 | Peking     | Hartplatz   | Michael Berrer      | Mahesh Bhupathi Mario Ančić           | 4:6, 3:6      |